# 日本—玻利維亞關係
日本－玻利維亞關係（日语: 日本とボリビアの関係；西班牙语: Relaciones entre Japón y Bolivia）是指日本国和多民族玻利维亚国之间的外交关系，两国关系友好，并且互设使馆，日本在玻利维亚第二大城市圣克鲁斯建有领事馆。目前，日本在玻利维亚拥有侨民14,000人。 两国目前均为东亚－拉丁美洲合作论坛成员国。

## 历史

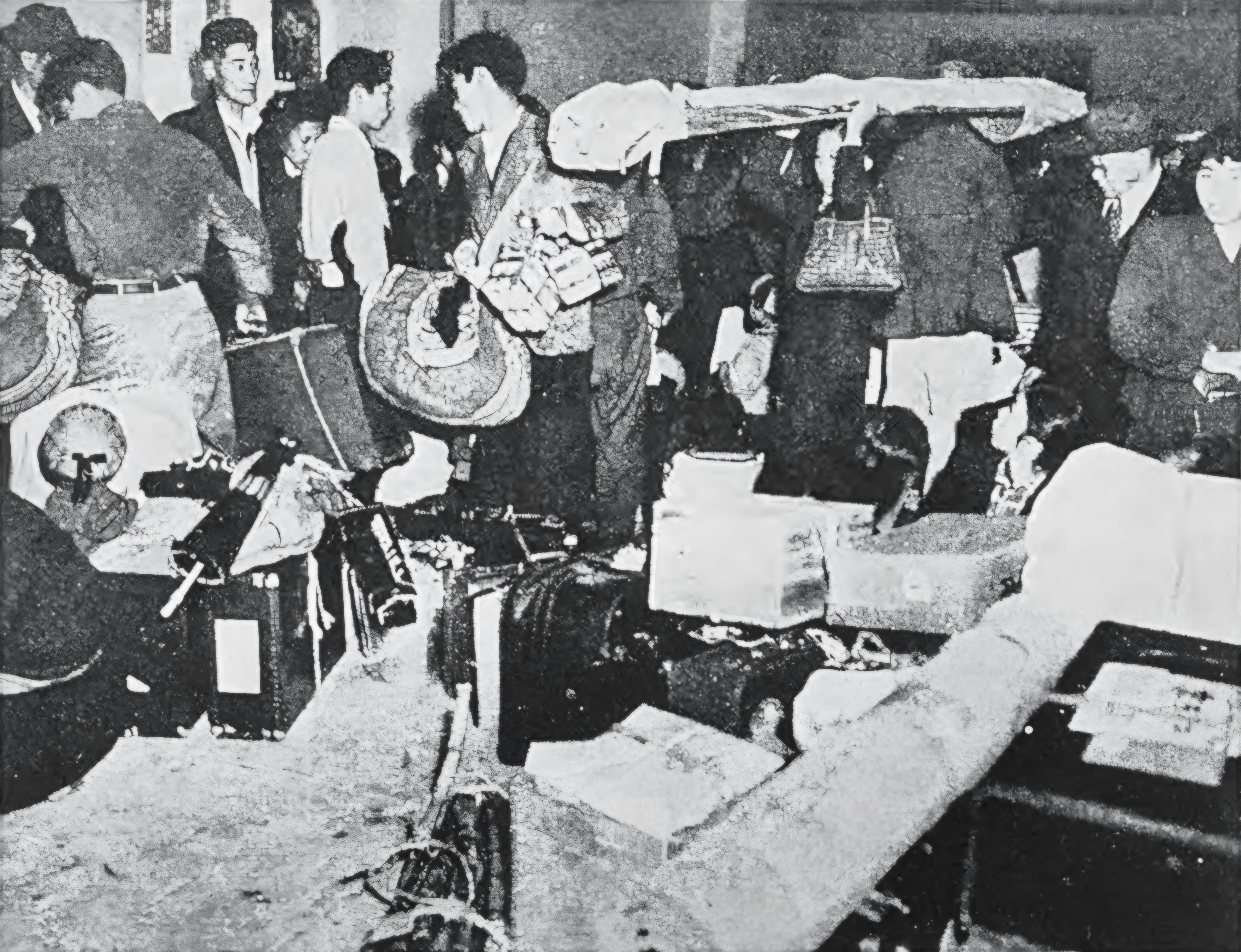
玻利维亚新冲绳的日本人移民

两国关系可以追溯至19世纪末，1899年，就有91名日本人从秘鲁前往玻利维亚的橡胶园务工，而到了1908年，又有日本人从秘鲁出发，前往险峻的安第斯山区务工，他们不仅在农庄里帮农场主割橡胶，也兼采掘矿产、修筑铁路。 他们主要居住在贝尼省和圣克鲁斯省。 1914年4月13日，日玻二国缔结通商条约，正式建交。 更多的日本人移民到玻利维亚。仅1935年，玻利维亚的首都拉巴斯就已经有了许多的日本人开的杂货店，货品则直接从日本进口，
在二战前，与秘鲁、巴西等拉丁美洲国家相比，日本移民与玻利维亚社会的融合程度较高，由于两者的良好关系，在玻利维亚于二战中宣布与日本断交之后，玻利维亚国内并未引起排日运动。1952年12月20日，两国恢复了原有的邦交。 在1954年，又有一些日本人从美军占领下的冲绳县移民到玻利维亚东部的圣克鲁斯，正逢玻利维亚政府希望大力开发东部地区， 于是，在玻利维亚政府的安排下，日侨在圣克鲁斯郊区建了一座“新冲绳”，并开始砍伐森林，种植水稻、大豆、小麦、玉米并养殖鸡畜。
1991年，海梅·帕斯·萨莫拉成为第一个访日的玻利维亚总统。 2000年，日本同意免除玻欠日共计约2亿美元的债务。2011年2月，日本宣布向玻提供350亿美元机械设备，帮助玻抵御洪灾。

## 高规格访问
玻利维亚访日
- 总统海梅·帕斯·萨莫拉 (1991年)
- 总统贡萨洛·桑切斯·德洛萨达 (1996年)
- 总统埃沃·莫拉莱斯 (2007年，2010年)

日本访玻
- 清子内亲王 (1999年)
- 常陆宮正仁亲王 (2009年)
- 眞子内親王 (2019年) [7]

## 双边协定
1956年，日本和玻利维亚签署了移民协议，1977年，日本开始向玻利维亚派遣青年志愿者援助当地发展，1978年，两国又签署了技术协力协定。 

## 经贸往来
2018年，玻利维亚对日贸易额达158亿日元，主要出口锌、银、锡等矿石以及咖啡、蔗糖和木材等；日本对玻贸易额达438亿日元，主要输出汽车等机械产品。日本住友集团在玻利维亚也投资各种产业，帮助玻利维亚提高生产力。

## 旅遊

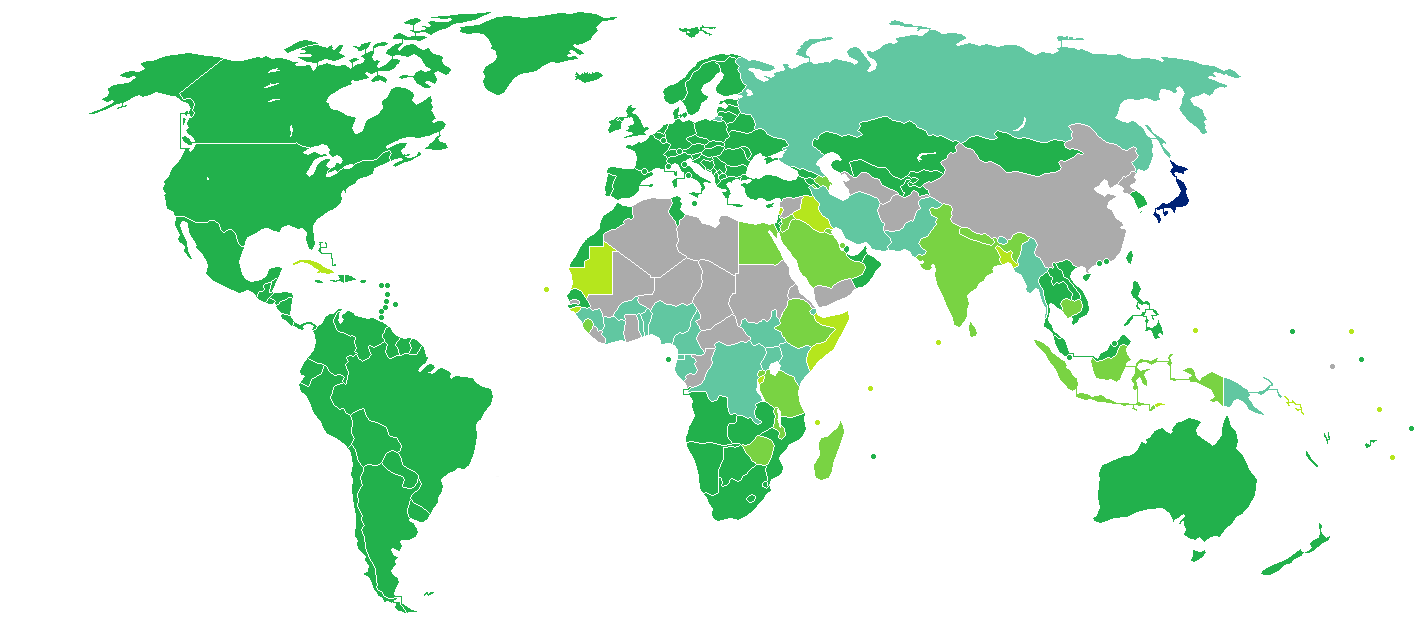
持日本護照的日本公民可以免簽證的方式入境玻利维亚。

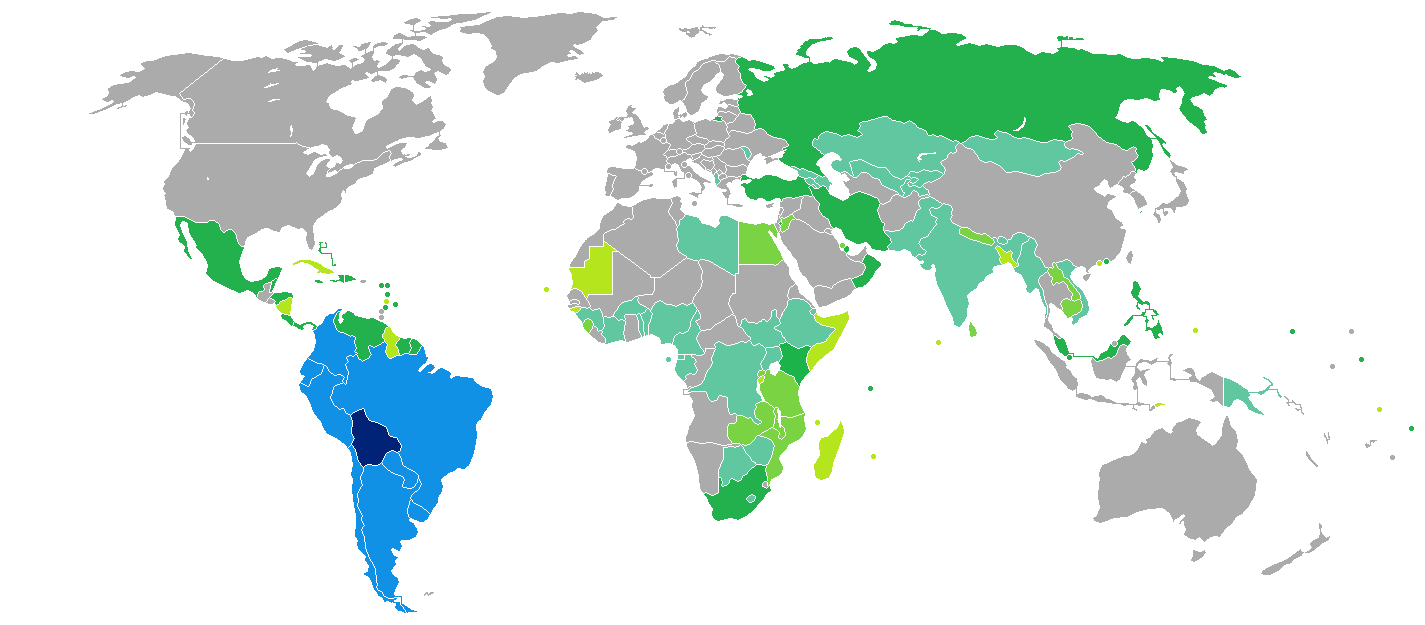
持玻利維亞護照的玻利維亞人口必須申請簽證方可入境日本。

### 簽證
參見：日本簽證政策和日本公民簽證要求
以及：玻利維亞簽證政策和玻利維亞公民簽證要求
持有日本護照的日本公民可以免簽證的方式入境玻利维亚停留90天，入境須出示黃熱病的疫苗接種證明（前往首都拉巴斯則免）。
持玻利維亞護照的玻利维亚公民则需要提前申请签证才能入境日本。玻利维亚的公务或外交护照持有者则可以免簽證的方式入境日本。

### 交通
两国无直航航线，需多次轉機前往，例如：
 日本
- 成田→紐約→利馬→玻利維亞的國際機場（英语：List of airports in Bolivia）。